# 3 Count Bout
3 Count Bout (ファイヤースープレックス, Fire Suplex au Japon) est un jeu vidéo de catch développé et édité par SNK en 1993 sur Neo-Geo MVS, Neo-Geo AES et Neo-Geo CD (NGM / NGH 043),,.

## Réédition
- Console virtuelle (Japon)